# Jello Biafra and the Guantanamo School of Medicine
Jello Biafra and the Guantanamo School of Medicine is een Amerikaanse punkrockband, opgericht door Jello Biafra.
Vanwege de 50e verjaardag van Jello Biafra besluit deze in 2008 dat het tijd wordt zijn eigen band op te richten. Tien jaar eerder had hij dit al geprobeerd samen met gitarist Ralph Spight van Victims Family en drummer John Weiss. Nu repeteerden ze een maand onder de naam Jello Biafra and the Axis Of Merry Evildoers voor twee uitverkochte optredens in San Francisco. Hierna werd negen maanden gewerkt aan een album, en werd de naam veranderd in Jello Biafra and The Guantanamo School of Medicine. In oktober 2009 kwam het debuutalbum The Audicity of Hype uit, dat door Biafra zelf geproduceerd werd.
Het geluid van de band heeft wat van dat van de Dead Kennedys behouden, de band waar Biafra eerder in zong.

## Discografie

### Albums
- The Audacity of Hype (2009)
- White People and the Damage Done (2013)

### Ep's/singles
- Enhanced Methods of Questioning (2011)
- "SHOCK-U-PY!" (2012)

## Bandleden
- Jello Biafra - zang (2008-)
- Ralph Spight - gitaar (2008-)
- Kimo Ball – gitaar (2008–present)
- Andrew Weiss – basgitaar (2011–present)
- Paul Della Pelle – drums (2012–present)

### Voormalige bandleden
- Billy Gould – bass (2008–2011)
- Jon Weiss – drums (2008–2012)